# Григор, Владимир Иванович
Владимир Иванович Григор (6 июня 1913 — после 1991) — советский архитектор. Работал преимущественно в Ростове-на-Дону. Заслуженный архитектор РСФСР, заведующий кафедрой архитектуры Ростовского инженерно-строительного института. Бывший Главный архитектор Ростовской области. Председатель правления Ростовского отделения Союза архитекторов СССР (1954—1971).

## Биография
6 июня 1913 года в украинском городе Николаеве в семье служащего родился будущий архитектор Владимир Иванович Григор. В 1928 году мальчик закончил семилетнюю школу в Одессе. После окончания школы, не имея работы, состоял на учёте на бирже труда для подростков. С 1929 году устроился работать в проектный институт «Гипроград» чертёжником-конструктора и проектировщика. После закрытия института в 1931 году, он работал на стройках города. В 1934—1936 годах был призван на службу в ряды Красной Армии. После армии, в 1936 году поступил учиться на архитектурный факультет Одесского института гражданского и коммунального строительства. Институт закончил перед самой войной. Решением Государственной экзаменационной комиссии (ГЭК) 22 июня 1941 года ему была присвоена квалификация архитектора.
22 июня 1941 года, в день начала Великой Отечественной войны, Владимир Иванович Григор был мобилизован в Красную Армию. Там он служил до августа 1946 года. Служба проходила в частях Южного, Сталинградского, Степного, Донского и 2-го Украинского Фронтов. Григор занимал должности помощника командира сапёрного батальона, помощника начальника отдела рекогносцировок. Закончил службу В. И. Григор в звании инженер-майора. После войны вернулся к работе архитектора. В 1945—1946 годах выполнил проекты монументов освободителям Венгрии (г. Дебрецен), Румынии (г. Орадя, г. Орадеа-Маре), памятник Победы в г. Черновцы (Украина). Все эти проекты были реализованы, памятники построены и открыты. После войны он также создал и проект памятника 56-Армии, который был открыт 8 мая 1975 года в парке культуры и отдыха имени Октября в Ростове-на-Дону.
По окончании войны архитектор Григор входил также в состав творческой группы мастерской Академии архитектуры СССР, возглавляемой пионером и теоретиком российского градостроительства архитектором В. Н. Семёновым. Группа работала над проектом восстановления и реконструкции Ростова-на-Дону. В её состав входили московские архитекторы В. С. Колбин, М. И. Тараканов, Л. И. Бирюков и др., ростовские архитекторы В. И. Григор, Г. А. Петров, Н. А. Александров, П. И. Ломаченко, В. В. Леонтьев, Я. А. Ребайн, В. И. Симонович и др. 9 августа 1945 года Совет Министров СССР утвердил разработанный группой проект.
Главным архитектором проектов «Облархпроекта» Григор В. И. работал в 1946—1951 годах, после чего до 1955 года работал главным архитектором «Ростоблпроекта». Около 10 лет, с 1955 по 1965 год, он был заведующим кафедрой архитектуры Ростовского инженерно-строительного института (РИСИ). В 1964 году в институте по инициативе ректора профессора Ананьева В. П. и зав. кафедрой «Архитектуры» доцента Григора В. И. начали учить студентов по специальности «Архитектура». В институте Григор В. И. вёл курс «Архитектурные конструкции зданий».
В 1969 году, на основе архитектурного отделения факультета института был создан архитектурный факультет, а в 1988 году — Архитектурный институт. Фактически, Владимир Иванович Григор был основателем архитектурной специальности в Ростове-на-Дону.
В 1946 вступил в Союз архитекторов СССР, с 1954 года — член КПСС. Член ревизионной комиссии Союза архитекторов РСФСР. Член правления Московской организации Союза архитекторов. В качестве председателя правления Владимир Иванович Григор в 1954—1971 годах возглавлял Ростовское отделение Союза архитекторов СССР.
Начальником Ростовского областного отдела по делам строительства и архитектуры Григор работал до июля 1975 года. 5 июня 1969 года Указом Президиума Верховного Совета РСФСР ему было присвоено звание Заслуженный архитектор РСФСР.
Наиболее плодотворным периодом творческой жизни архитектора был послевоенный. Занимая руководящие должности в Союзе архитекторов, он одновременно работал над проектами зданий Ростова-на-Дону, Таганрога, Новочеркасска, Кадиевки, Сталинграда, участвовал в Международном (Швейцария), Всесоюзных и областных конкурсах, писал научные труды и статьи по градостроительству и архитектуре. Им были разработаны проекты планировок и застроек центров сельских районных центров: Матвеево-Курган, Покровское, Усть-Донецк, Заветное, Тарасовский.
Григор В. И. вел и общественную работы —  был избран депутатом Ростовского городского и Ростовского Областного Советов, членом Правления Союза архитекторов СССР. В 1975 году вышел на пенсию. С июля 1977 года Григор В. И. жил в Москве, там он работал в главным специалистом Управления планировки и застройки городов Госстроя РСФСР.
Реализованными проектами Григора В. И. были: комплекс 2-х жилых домов на 100 квартир и здания ростовского комбината «Ростовуголь» по ул. Б. Садовой 71-75; пятиэтажные здания на 36 квартир на ул. Энгельса 60 и на пр. Ворошиловском 91; жилой дом завода «Красный котельщик» на Октябрьской площади в г. Таганроге; частично реализован проект планировки и застройки площади Революции в г. Новочеркасске, созданный совместно с архитектором Блажевич Э. К.; проект восстановления областного Дома Советов по ул. Социалистическая, 112, разработанный совместно с Е. Е. Григор и Е. А. Потаповым (ныне это здание Администрации Ростовской области,); комплекс сооружений таганрогского морского яхт-клуба и др.

## Проекты и постройки
- Проекты памятников освободителям Венгрии (Дебрецен), Румынии (г. Орадя, г. Орадеа-Маре), памятник Победы в г. Черновцы (Украина) (1945—1946);
- Проект памятника 56-Армии в парке культуры и отдыха имени Октября в Ростове-на-Дону (1975 г.).
- Проекты планировок и застроек центров сельских районных центров: Матвеево-Курган, Покровское, Усть-Донецк, Заветное, Тарасовский;
- Проекты жилых и общественных зданий для Ростова-на-Дону, Таганрога, Новочеркасска, Кадиевки, Сталинграда (1940-е годы)
- Обелиск в честь 50-летия установления Советской власти (1967);
- Мемориал Славы освободителям города Таганрога и Ростовской области (1980); Проектированием и строительством мемориала занимался Григор Владимир Иванович с сыном, Иваном Владимировичем. Автором скульптор мемориала был народный художник Азербайджана Э. С. Шамилов. Инициатором создания мемориала был первый секретарь ЦК Компартии Азербайджана Гейдар Алирза оглы Алиев;
- Проекты комплекса жилых домов на 100 квартир, здания комбината «Ростовуголь» в Ростове-на-Дону по ул. Б. Садовой 71-75 (между пр. Ворошиловским и пр. Соколова);
- Проекты пятиэтажных жилых домов на 36 квартир на ул. Энгельса 60 и на пр. Ворошиловском 91; жилой дом завода «Красный котельщик» (Октябрьская площадь,4, г. Таганрог);
- Проект планировки и застройки пл. Революции в г. Новочеркасске (совместно с архитектором Блажевич Э. К.);
- Проект реконструкции и восстановления областного Дома Советов по ул. Социалистическая, 112 (здание Администрации Ростовской области, совместно с Е. Е. Григор и Е. А. Потаповым);
- Комплекс морского яхт-клуба в Таганроге.

## Награды и звания
- За участие в боевых действиях награждён медалями «За боевые заслуги», «За оборону Кавказа», «За взятие Будапешта», «За победу над Германией», орденом «Красной Звезды».
- Медали «За трудовое отличие», «За доблестный труд», «20 лет Победы», «25 лет Победы», «50 лет Вооружённых Сил СССР».
- Заслуженный архитектор РСФСР (1969).